# Brzęczak porzeczkowy
Brzęczak porzeczkowy (Nematus ribesii) – gatunek owada z rzędu błonkoskrzydłych (Hymenoptera), z rodziny pilarzowatych.
Dorosłe samice osiągają 6–7 mm, a samce 5–6 mm długości ciała. Głowa jest czarna, zaś odwłok żółty. Tułów u samców jest głównie czarny, zaś u samic żółty z czarnymi znakami. Czułki samców są całe ciemne, zaś u samic mają jasny spód. Skrzydła samic mają brązowawe żyłki.
Owad ten jest szkodnikiem agrestu oraz białych i czerwonych odmian porzeczki zwyczajnej. Jako jego rośliny żywicielskie notowano również porzeczkoagrest oraz Ribes divaricatum.

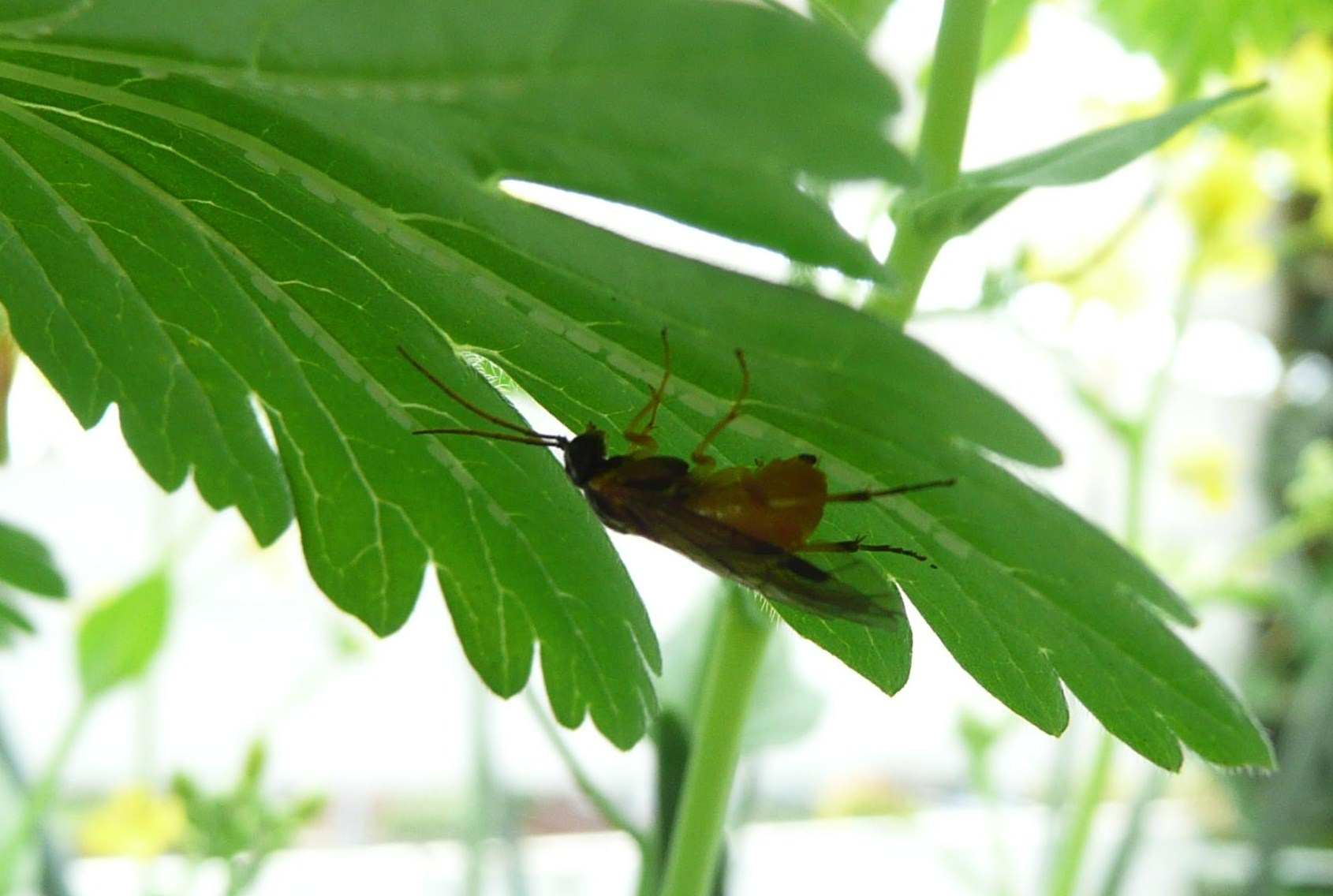
Samica składająca jaja

Samice składają zielonkawobiałe jaja o długości 1,2 mm w wycięciach zrobionych w głównych żyłkach na spodzie liści rośliny żywicielskiej. Larwy klują się po 8–10 dniach. Są zielone z pomarańczowymi: pierwszym, częścią drugiego i dwoma ostatnimi segmentami ciała. Głowa, odnóża tułowiowe i przydatki analne są czarne. Występuje 7 par posuwek. Dochodzą do 20 mm długości. Ciało pokrywają błyszcząco czarne guzki, z których każdy ma przynajmniej jedną szczecinkę. W trakcie trwającego około 3 tygodni rozwoju larwalnego samice linieją 5, a samce 4 razy. Niebieskawozielone z żółtawopomarańczowym podbarwieniem na przedzie i tyle ciała przedpoczwarki kopią w glebie jamki i tam przepoczwarczają się w kokonach o długości 8–10 mm. Stadia przedpoczwarki i poczwarki trwają po około tydzień. W roku wydawane są trzy pokolenia, a stadium zimującym jest przedpoczwarka.
Gatunek szeroko rozprzestrzeniony w Europie, zawleczony też do innych rejonów strefy umiarkowanej, w tym Ameryki Północnej.